# فرانک ماس

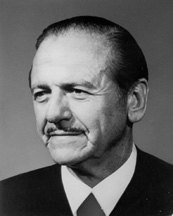
نگاره‌ای از فرانک ماس - حوالی ۱۹۶۰

فرانک ماس (به انگلیسی: Frank Moss) سناتور سابق عضو حزب دموکرات ایالات متحده آمریکا بود. وی در سال ۱۹۵۹ تا ۱۹۷۷ میلادی سناتور ایالت یوتا در سنای ایالات متحده آمریکا بود.